# Matronoides cyaneipennis
Matronoides cyaneipennis – gatunek ważki z rodziny świteziankowatych (Calopterygidae); jedyny przedstawiciel rodzaju Matronoides. Endemit Borneo; stwierdzono go w malezyjskich stanach Sarawak i Sabah, prawdopodobnie występuje też w indonezyjskiej części wyspy.